# Jimmy Chappell
Pour les articles homonymes, voir Chappell (homonymie).
Temple de la renommée britannique : 1993
James « Jimmy » William Chappell (né le 3 mars 1915 à Huddersfield, mort le 3 avril 1973 dans le comté de Pinellas) est un joueur britannique de hockey sur glace.

## Carrière
La famille Chappell émigre au Canada quand il a 10 ans. Il apprend à jouer au hockey sur glace alors qu'il vit dans l'Ontario où il progresse dans les rangs juniors pour jouer avec les Oshawa Collegiates et les Whitby Intermediates entre 1932 et 1935.
Dans le même temps, il est un membre de l'équipe du Canada de cricket.
Chappell retourne en Angleterre en 1935, lorsqu'il rejoint les Earls Court Rangers pour leur saison inaugurale dans l'English National League. Il reste avec les Rangers pendant trois saisons avant de rejoindre les Fife Flyers en Écosse à la création de l'équipe en 1938. Il rejoint un club les Vikings de Dunfermline à la création de l'équipe en 1939. Après la Seconde Guerre mondiale, au cours de laquelle il participe au débarquement de Normandie avec le grade de capitaine, Chappell rejoint les Brighton Tigers de 1946 à 1949 dans l'English National League, il marque alors 136 points (72 buts) en 130 matchs.
Jimmy Chappell est sélectionné dans l'Équipe de Grande-Bretagne pour les Jeux olympiques d'hiver de 1936 à Garmisch-Partenkirchen. Coward, ainsi que huit autres joueurs nés en Grande-Bretagne qui avaient appris leur hockey au Canada, un résident britannique né au Canada et deux natifs britanniques, contribuent à mener la Grande-Bretagne à la médaille d'or, battant de peu le Canada. Il joue six matchs et marque deux buts.
Il appartient aussi à l'équipe lors des championnats d'Europe et du monde en 1937 (médaille d'or européenne et médaille d'argent mondiale) et 1938 (médaille d'or européenne et médaille d'argent mondiale).
De même, Chapell continue à représenter l'équipe de Grande-Bretagne aux Jeux olympiques d'hiver de 1948 à Saint-Moritz qui termine cinquième.
Jimmy Chappell totalise 16 apparitions pour la Grande-Bretagne, marquant 7 buts et 9 passes décisives.
Après sa retraite du hockey sur glace, Chappell continue à contribuer pendant un certain temps en tant qu'arbitre. Il retourne ensuite avec sa famille au Canada où il réussit dans les affaires avant de mourir subitement alors qu'il est en vacances dans le comté de Pinellas, en Floride, en 1976.
Coward est intronisé au Temple de la renommée du hockey britannique en 1993 en tant que membre de l'équipe nationale de 1936 pour ses services au hockey sur glace britannique.